# 田中達也 (実業家)
田中 達也（たなか たつや、1956年9月11日 - ）は、日本の実業家。福岡県出身。富士通代表取締役社長、同社取締役会長、富士通Japan取締役会長を経て、富士通Japanシニアアドバイザー。レジオン・ドヌール勲章受章。

## 略歴
1956年9月11日生まれ、福岡県飯塚市出身。福岡県立嘉穂高等学校を経て、1980年3月に東京理科大学理工学部経営工学科卒業後、同年4月に富士通に入社。国内営業部門において大手鉄鋼、石油、化学などを担当。
2000年4月には産業営業本部 産業第二統括営業部 プロセス産業第二営業部長に就任。
2003年4月から6年8カ月にわたって、富士通（上海）有限公司に赴任。日本での産業ビジネス本部長代理（グローバルビジネス担当）を経て、2012年4月に執行役員（兼）産業ビジネス本部長に就任。
2014年4月には執行役員常務（兼）Asiaリージョン長として、シンガポールに常駐。
2015年1月19日、副社長への昇格と同年6月22日付にて山本正已の後を受けて社長に就任することが発表された。2017年1月25日、フランス共和国エリゼ宮殿の叙勲式でレジオン・ドヌール勲章シュヴァリエを受章。2019年6月、取締役会長に退いた。2020年4月富士通マーケティング取締役会長。2020年10月富士通Japan取締役会長。2021年6月日本軽金属ホールディングス取締役。2022年4月富士通Japanシニアアドバイザー。2022年10月月島機械顧問。2023年4月月島ホールディングス顧問。2023年6月UBE取締役（監査等委員）。2023年7月朝日生命保険取締役。